# Wendell & Vinnie
Wendell & Vinnie est une série télévisée américaine créée par Jay Kogen, diffusée du 16 février 2013 au 22 septembre 2013 sur Nickelodeon et sur Nick at Nite.

## Synopsis
Vinnie est propriétaire d'un magasin de souvenir de culture pop et vit à Los Angeles sans soins dans le monde. Après que les parents de son neveu soient décédés six mois avant la mise en scène du spectacle, Vinnie se retrouve comme le gardien légal de son neveu sage-au-delà, Wendell. Avec un peu d'aide de la sœur de Vinnie, Wilma, et de son voisin, Taryn, Vinnie se fait passer pour un parent. Dans le même temps, Wendell essaye de garder son oncle immature sous contrôle.

## Distribution
- Jerry Trainor : Vinnie Bassett
- Buddy Handleson : Wendell Bassett
- Nicole Sullivan : Wilma Bassett
- Haley Strode (en) : Taryn Kleinberg
- Angelique Terrazas : Lacy

## Production

### Développement
Le 2 août 2012, Nick at Nite a annoncé que la série avait été commandée pour 20 épisodes. Cependant, le 7 février 2013, il a été annoncé qu'il serait diffusée en première sur Nickelodeon à la place.

### Tournage
Le scénario et le tournage de Wendell & Vinnie ont commencé vers fin 2011 à début 2012 dans les studios de Warner Brothers Studios, et la série a eu sa première promotion officielle le 21 décembre 2012. Il a été diffusé en première le 16 février 2013.

### Fiche technique
Sauf indication contraire, les informations mentionnées dans cette section peuvent être confirmées par les bases de données cinématographiques IMDb et Allociné,  présentes dans la section « Liens externes ».
- Titre original : Wendell & Vinnie
- Création : Jay Kogen
- Réalisation : John Fortenberry, Adam Weissman, Victor Gonzalez, Leonard R. Garner, Jr., Jon Rosenbaum
- Scénario : Jay Kogen, Matt Fleckenstein, Steven James Meyer, Andrew Hill Newman, Steve Skrovan, Susan Beavers, Harry Hannigan, Elliott Owen, Allan Rice, Shawn Simmons, Laurie Parres, Max Burnett, Chuck Hayward, Shawn Simmons, Max Burnett
- Musique :
  - Compositeur(s) de musique thématique : Mauli B, Mateo Laboriel
  - Thème d'ouverture : Never Felt So Good
- Production :
  - Producteur(s) : Jerry Trainor, Matt Fleckenstein, Richard G. King
  - Producteur(s) exécutif(s) : Jay Kogen, Aaron Kaplan
  - Coproducteur(s) exécutif(s) : Steve Skrovan, Susan Beavers
- Société(s) de production : Passable Entertainment, Kapital Entertainment, Nickelodeon Productions
- Pays d'origine :  États-Unis
- Langue originale : Anglais
- Format (image) : 480i (SDTV) / 1080i (HDTV)
- Genre : Sitcom
- Durée : 23 minutes
- Classification : Tout public

### Diffusions internationales
La série est diffusée depuis le 10 juin 2013 sur Nickelodeon Royaume Uni au Royaume-Uni, depuis le 12 août 2013 sur YTV au Canada, depuis le 3 septembre 2013 sur Nickelodeon Australie en Australie, entre le 9 décembre 2013 au 3 janvier 2013 sur Nickelodeon Amérique Latine au Brésil, depuis 2013 sur Nickelodeon Russie en Russie, depuis le 14 octobre 2013 sur Nickelodeon Wallonie aux Pays-Bas et en Belgique, depuis le 26 janvier 2014 sur Nickelodeon Afrique du Sud en Afrique du Sud, depuis le 4 octobre 2014 sur Nickelodeon Allemagne en Allemagne et depuis 2013 sur Comedy Central Extra (en) en Croatie.

## Épisodes
La première saison est diffusée du 16 février 2013 au 13 juin 2013 sur Nickelodeon pour les quatorze épisodes et du 18 août 2013 au 22 septembre 2013 sur Nick at Nite pour les six suivants.
1. Vinnie & Wendell
2. Rule Breakers & Date Makers
3. Mock Law & Order
4. Abra & Cadabra
5. Valentine's & the Cultural Experience
6. Big Dogs & Bicycles
7. Wendell & The Sleepover
8. Baseball & Bad Dates
9. Fathers Of Fathers & Sons
10. Pick Ups & Drop Offs
11. The Dutch & Us
12. Sick & Tired
13. Lost & Found
14. Swindle & Vinnie
15. Vinnie & The Toad
16. Vinnie & The Man Crush
17. Of Mothers & Gardens
18. Smart Girls & Dumb Guys
19. Wendell's & Vinnie's
20. First Dances & Last Chances

## Univers de la série

### Les personnages
- Vinnie Bassett est le véritable enfant des deux personnages. Il dit même dans un épisode, « Je sais ce que les garçons de 12 ans aiment parce que j'en ai été un pendant 20 ans ! ». Il dirige un magasin de souvenir de culture pop et aime les jeux vidéo, les bandes dessinées et la malbouffe. Il se rend compte qu'il a été confié à Wendell parce que les parents de Wendell voulaient donner une chance à Vinnie et savait que Wendell faisait son chemin, peu importe où il habite.
- Wendell Bassett est un garçon un intelligent de 12 ans qui a un certain nombre de passe-temps. Ses parents sont morts du cancer six mois avant les événements du spectacle, alors il vit avec son oncle. Il est stéréotypiquement ringard et n'a pas beaucoup d'amis. Il aime les tours de magie et les devoirs (tellement qu'il a même créé un étudiant fictif nommé Jeremy afin d'obtenir plus de devoirs).
- Wilma Bassett est la sœur aînée de Vinnie, la tante de Wendell, et l'avocat de blessure personnelle. Elle ne comprend pas pourquoi les parents de Wendell ont laissé Vinnie en charge et veulent être le tuteur légal de Wendell pour elle-même. Elle essaie souvent d'amener les hommes à sortir avec elle, même si cela signifie qu'elle doit être malhonnête - comme prétendre qu'elle est allée au même lycée qu'un homme qu'elle a attirée ou utilisant une image de fausse profil sur un site de rencontres en ligne et prétendant d'être persan.
- Taryn Kleinberg est la nouvelle voisine récemment divorcé de Wendell et Vinnie et amie proche des deux personnages. Elle vient de Houston, au Texas. Vinnie était à l'origine attirée par elle mais elle l'a rejeté après que Vinnie ait cessé de lui demander de sortir donc il a demandé à quelqu'un d'autre et elle a dit oui. Dans la série finale, Taryn a remarqué qu'elle aime Vinnie et partage un baiser avec lui mais Vinnie lui dit qu'il est impliqué avec quelqu'un d'autre.
- Lacy est la meilleure amie de Wendell qu'il a rencontrée en détention. Elle l'a menacé au début, mais ensuite elle a révélé qu'elle n'était pas vraiment méchante, mais qu'elle voulait juste avoir l'air dure devant ses amis. Elle a parfois des ennuis avec Wendell (le grand-père de Wendell le considère comme une mauvaise influence) mais Wendell l'aime toujours. Elle aime manger des chiens de maïs. Il est révélé que Vinnie est dans un club de scrapbooking avec la grand-mère de Lacy.

## Accueil

### Audiences
| Saison | Début de saison   | Début de saison | Début de saison | Fin de saison     | Fin de saison   | Fin de saison |
| Saison | Date de diffusion | Téléspectateurs | Ref.            | Date de diffusion | Téléspectateurs | Ref.          |
| ------ | ----------------- | --------------- | --------------- | ----------------- | --------------- | ------------- |
| 1      | 16 février 2013   | 2 300 000       | [ 4 ]           | 22 septembre 2013 | 600 000         | [ 5 ]         |

### Réceptions critiques
La série a reçu des critiques mitigées. Common Sense Media a attribué 2 étoiles sur 5 à la sitcom, affirmant que « l'œuvre a des messages contradictoires sur la parentalité ».